# سراغة ظريفة
السراغة الظريفة (باللاتينية: Crepis pulchra) نوع نباتي يتبع جنس السراغة من الفصيلة النجمية.

## الموئل والانتشار
موطنها بلاد الشام والمغرب العربي وقبرص والقوقاز ومعظم مناطق أوروبا.

## مرادفات للاسم العلمي
- (باللاتينية: Crepis hispanica Pau)
- (باللاتينية: Crepis pulcherrima Grossh.)